# Nemesia albicomis
Espèce
Nemesia albicomis est une espèce d'araignées mygalomorphes de la famille des Nemesiidae.

## Distribution
Cette espèce est endémique de Corse en France.

## Publication originale
- Simon, 1914 : Les arachnides de France. Synopsis générale et catalogue des espèces françaises de l'ordre des Araneae. Paris, vol. 6, 1re partie, p. 1-308.